# Armstrong Siddeley 12 hp
Der Armstrong Siddeley 12 hp ist ein Pkw, den der britische Hersteller Armstrong Siddeley von 1929 bis 1939 als kleinstes Modell baute.

## 12 hp
Der 12 hp kam 1929 als kleinstes Modell des Herstellers heraus. Wie die zeitgenössischen, größten Modelle des Herstellers hatte er einen seitengesteuerten Sechszylinder-Reihenmotor. Dessen Hubraum betrug 1236 cm³ (Bohrung × Hub = 56 mm × 84 mm). Die Leistung ist nicht bekannt.
Wie alle Vorkriegsmodelle von Armstrong Siddeley hatte auch der 12 hp zwei Starrachsen. Beide hingen an halbelliptischen Längsblattfedern. Das Modell wurde als Tourenwagen, Limousine oder Sportroadster ausgeliefert.

## 12 hp Mark II
1931 erschien der 12 hp Mark II. Die Wagen waren größer als ihre Vorgänger und es gab einen größeren Motor. Es waren Fahrgestelle mit zwei Radständen (2464 mm und 2667 mm) erhältlich.
Der neue, immer noch seitengesteuerte Motor hatte einen Hubraum von 1434 cm³ (Bohrung × Hub = 59,25 mm × 84 mm). Auch die Leistung dieses Motors ist nicht bekannt. 100 km/h wird als Höchstgeschwindigkeit angegeben.
Von beiden Modellen (12 hp und 12 hp Mark II) zusammen wurden 12.500 Exemplare gebaut.

## 12 hp Mark III und 14 hp
1936 löste der 12 hp Mark III den 12 hp Mark II hp ab. Ein Jahr später wurde daraus ohne weitere Veränderung der 14 hp. Sowohl Karosserie als auch Motor waren etwas gewachsen.
Der neue Motor war nun obengesteuert und hatte einen Hubraum von 1666 cm³ (Bohrung × Hub = 61 mm × 95,25 mm). Er leistete 48 bhp (35 kW) bei 4000/min. Die Höchstgeschwindigkeit wird mit 106 km/h angegeben.
Der Sportroadster wurde nicht mehr angeboten. Von beiden Modellen (12 hp Mark III und 14 hp) zusammen entstanden 3750 Stück bis zur kriegsbedingten Produktionseinstellung ohne Nachfolger im Jahre 1939.

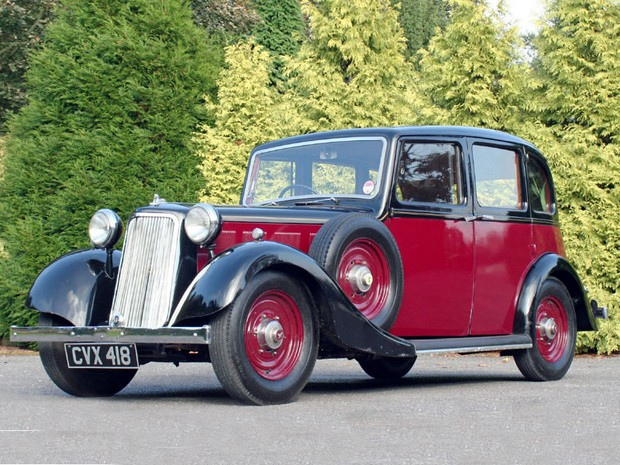
Armstrong Siddeley 14 hp Limousine